# Leighton (Cheshire)
Pour les articles homonymes, voir Leighton.
 (juillet 2018).
Si vous disposez d'ouvrages ou d'articles de référence ou si vous connaissez des sites web de qualité traitant du thème abordé ici, merci de compléter l'article en donnant les références utiles à sa vérifiabilité et en les liant à la section « Notes et références ».
Leighton est une localité dispersée et une paroisse civile d'Angleterre située dans le comté de Cheshire. Son territoire est traversé par les routes A530 et B5076. Un développement résidentiel au nord de Crewe, où se trouve une école primaire, en fait partie. 
L'hôpital de Leighton se trouve sur la route A530.

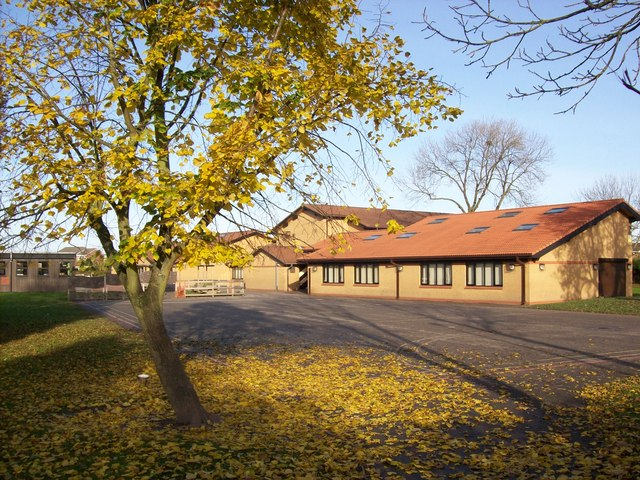
École primaire

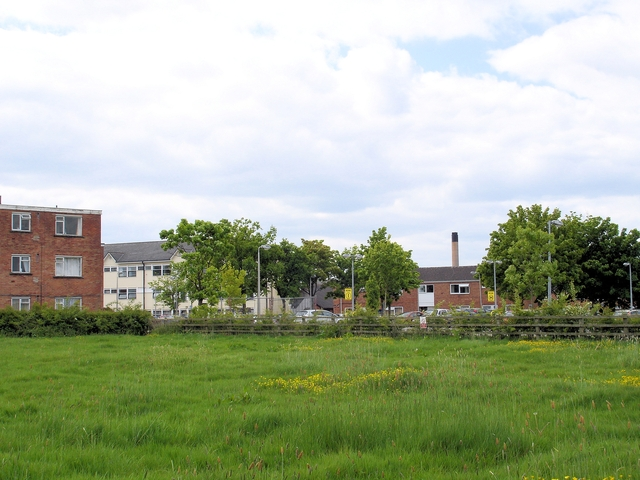
L'hôpital de Leighton